# Johann Georg Martini

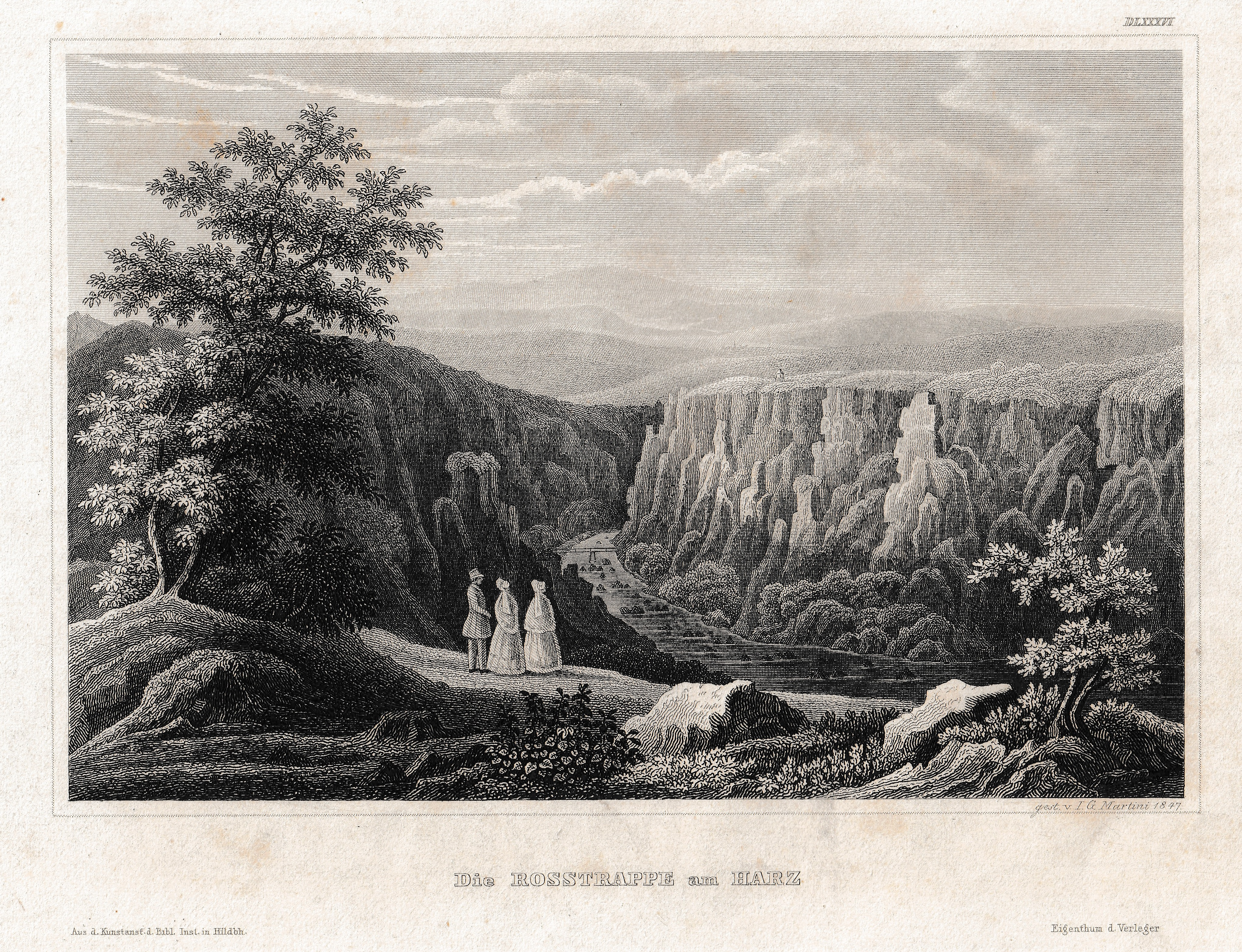
Die Roßtrappe (1847)

Johann Georg Martini (* 27. August 1784 in Rudolstadt; † 29. Juli 1853 in München) war ein deutscher Maler und Kupferstecher.

## Leben und Werk
Johann Georg Martini, Sohn des Hofpaukers Friedrich Anton Martini, wurde von den fürstlichen Behörden in Rudolstadt als Schriftmaler beschäftigt. Wahrscheinlich wurde er dann vom Hofmaler Ernst Kämmerer zum Maler und Stecher ausgebildet. Nach dessen Tod im Jahr 1807 machte Martini sich in Rudolstadt als Maler und Stecher selbständig. Im selben Jahr veröffentlichte er die „Malerische Topografie von Schwarzburg“ in fünf Heften. 1815 folgte die „Sammlung malerischer Ansichten der merkwürdigsten Städte, Bergschlösser, Klöster und Denkmäler in Thüringen“. Für Leipziger Verlage war er als Illustrator tätig. 